# Ісидор Цукерман
Ісидор Цукерман (нім. Isidor Zuckermann; нар. 21 травня 1866, Подільська губернія, Російська імперія — 1946, Кесвік, Камбрія, Англія, Велика Британія) — був австрійським бізнесменом. Він народився поблизу Кам'янця-Подільського в Подільській губернії Російської імперії (сучасна Україна). Емігрував разом із сім'єю до Сполученого Королівства в 1939 році. Помер у Кесвіку, Камбрія, в 1946 році. Похований у на кладовищі Церкви святого Джона, що в Кесвіку.

## Кар'єра
З 1894 по 1938 рік Цукерман був генеральним директором «Aktiengesellschaft für Mühlen-und Holzindustrie» (Акціонерна корпорація мельничої та деревообробної промисловості) у Відні. Наприкінці Першої світової війни та розпаду Австро-Угорської імперії з політичним і фінансовим хаосом, що виник в результаті, Цукерман і його компанія взяли участь у бізнес-об'єднанні інших деревних і фанерних компаній під егідою «Foresta AG», яка управлялася через «Banca Commerciale Italiano», нині «Banca Intesa». Ця участь була переважно активною на початку та в середині 1920-х років.
Цукерман здійснив свою кар'єру в усіх сегментах деревообробної промисловості, включно з великими лісами Біловезького краю (частина яких знаходиться в Польщі), а в його ранній роботі — в Австро-Угорській імперії. На початку 20 століття він створив вертикально інтегровану компанію з виробництва виробів з деревини зі штаб-квартирою у Відні. Ця компанія відіграла важливу роль у широкомасштабному запровадженні використання вузькоколійних рейок з паровими двигунами для транспортування заготовлених колод до лісопильних заводів, що стало значним вдосконаленням у цій галузі. Хоча були й інші, хто експериментував із цією технікою, Цукерман і компанія AMH максималізували її використання.

## Сім'я
Цукерман одружився зі Стефані (уроджена Штайнер), уродженкою Жиліни, Словаччина. У них було двоє синів: Карл (1902—1960) і Фредерік (1903—1996). Провівши перші роки свого життя в Росії та східних частинах Австро-Угорської імперії, він переїхав на постійне місце проживання до Відня в 1913 році. Обидва сини відвідували школи у Відні, обидва закінчили Віденський університет, отримавши, згідно з даними архіву, «Докторські ступені з політичної економії»; Карл у 1925 році (дипломна робота: нім. Das Zurechnungsproblem und seine Loesungen), і Фредерік у 1926 році, [Doctor rerum politicarum, або dr. rer pol.], і був автором докторської дипломної роботи нім. Die Stellung der Berufsgenossenschaften im Staate und das Problem der berufsständischen Vertretung. Карл перед Другою світовою війною заснував фанерну компанію в районі Мерсісайд у Ліверпулі, яка спеціалізувалася на фанерних панелях для дверей. З початком Другої світової війни продукція цієї компанії була використана британським урядом для таких речей, як «крила літаків і підводні човни».
У Ісидора Цукермана були сестра Роуз і старший брат Джошуа. Роуз емігрувала до Сполучених Штатів у 1886 році, спочатку оселившись у Балтиморі, штат Меріленд, де вона вийшла заміж за Соломона Джозефа Голдштейна, який прибув у 1880 році. Пізніше вони переїхали до Філадельфії, а потім до Камдена, Нью-Джерсі, де Соломон займався бізнесом.